# Arife Kadriye Sultan
Arife Kadriye Sultan (turco ottomano: عارفه قادریه سلطان, lett. "saggia" e "forte" o "valorosa"; Istanbul, 24 marzo 1885 – Nizza, 5 aprile 1933) è stata una principessa ottomana, anche nota come Arife Kadriye Osmanoğlu, figlia di Şehzade Ibrahim Tevfik e pronipote del sultano Abdülmecid I.

## Biografia

### Origini
Arife Kadriye Sultan nacque il 24 marzo 1885 a Istanbul, nel Palazzo Yıldız. Suo padre era Şehzade Ibrahim Tevfik, unico figlio di Şehzade Mehmed Burhaneddin e nipote del sultano Abdülmecid I. Sua madre era la prima consorte del padre, Fevziye Hanım, di origine abcasa. Era la primogenita del padre e l'unica figlia di sua madre, che morì quando aveva tre anni. Aveva quattro sorellastre minori e due fratellastri minori. 

### Matrimonio
Arife sposò Fenarizade Mehmed Raşid il 13 dicembre 1914, nel Palazzo Nişantaşı. Da lui ebbe due figlie, una nata a Istanbul e una in Francia, a Nizza.
Nel 1924 il Sultanato cadde e la dinastia, inclusa la famiglia di Arife, venne esiliata. Tuttavia, dal momento che Arife era malata, le venne concesso di rimanere nella capitale fino alla guarigione. Divise una villa con Hatice Sultan, figlia di Murad V, usata anche come scuola elementare. Una volta guarita, andò in esilio col marito e la figlia neonata prima in Austria e poi a Nizza, vicino al padre e ai fratelli, dove nacque la sua secondogenita. 
Privati dei loro beni e in difficoltà economiche, Arife mise a frutto il suo talento nel pianoforte, ereditato dal padre, per guadagnare qualcosa, componendo e suonando in pubblico, mentre suo marito dovette vendere fiammiferi per strada.
A Nizza fece amicizia con una donna svizzera, Rosa Keller, studentessa, con cui rimase intima fino alla morte. 

### Morte
Arife morì il 5 aprile 1933 di tubercolosi a Nizza, dove venne sepolta. 
In punto di morte, chiese a Rosa di sposare suo marito, così che le sue figlie, ancora piccole, potessero continuare ad avere una madre che le amava. Rosa fece come le venne chiesto e successivamente la famiglia si ritrasferì in Svizzera.

## Discendenza
Dal suo matrimonio, Arife Kadriye ebbe due figlie:
- Melike Hanımsultan (Istanbul, 6 febbraio 1923 - 2007). Sposò Alfred "Freddy" Giraudy (1914-1998). Hanno avuto un figlio:
  - Pierre Erol Giraudy-Osman (n. 14 dicembre 1949). Si è sposato due volte:
    - Il 3 gennaio 1980 con Marie Christine Mehouas. Hanno avuto un figlio e una figlia:
      - Julien Cem Giraudy (n. 11 novembre 1980, Parigi)
      - Magali Melike Giraudy (n. 10 ottobre 1981, Francia)

    - Il 23 ottobre 1999 con Martine Robert
- Emire Hanımsultan (Nizza, 7 dicembre 1927 - Nizza, 23 maggio 2004). Il 17 gennaio 1957, a Nizza, sposò Joseph-René Chauvel. Hanno avuto due figli e una figlia:
  - Jean-Mare Vely Chauvel (n. 16 ottobre 1957, Nizza). Il 21 settembre 1983 a Nizza ha sposato Aline Kowalski. Hanno due figlie:
    - Delphine Marie Claire Roxane Chauvel (n. 2 aprile 1984, Nizza)
    - Coralie Estelle Emire Chauvel (n. 2 maggio 1988, Nizza)

  - Annick Kadriye Chauvel (n. 4 maggio 1959, Nizza). Ha sposato Jean Pierre Ghiringhelli il 28 novembre 1987. Hanno due figli: 
    - Roland Ghiringhelli (n. 6 maggio 1988, Nizza)
    - Gaetan Ghiringhelli (n. 13 novembre 1990, Nizza)

  - Franck Erol Chauvel (n. 21 novembre 1961, Nizza). Sposato, ha un figlio: 
    - Anthony Daniel Giovanni Chauvel (n. 1 marzo 1998, Nizza)